# 蔣貫
蔣貫（1482年—？），字起中、又字一致，號半斋，直隸徽州府祁門縣人，民籍，明朝政治人物。

## 生平
正德五年（1509年）庚午科應天府鄉試第一百二十四名舉人。嘉靖八年（1529年）中式己丑科會試第二百四十二名，登第二甲第八十名進士。九年七月选授南京户科給事中。

## 家族
曾祖蔣治芳；祖父蔣虎；父蔣清，曾任壽官。前母仰氏；母仰氏；生母程氏。